# Vienna (Illinois)
Vienna település az Amerikai Egyesült Államok Illinois államában, Johnson megyében, melynek megyeszékhelye is. Lakosainak száma 1343 fő (2020. április 1.).

## Népesség
A település népességének változása:

| 2010 | 1 434 |
| 2020 | 1 343 |